# Schistochlamys
Schistochlamys – rodzaj ptaków z rodziny tanagrowatych (Thraupidae).

## Występowanie
Rodzaj obejmuje gatunki występujące w Ameryce Południowej.

## Morfologia
Długość ciała 16–18 cm, masa ciała 24–40 g.

## Systematyka

### Etymologia
Późnołacińskie schistus – „łupek” < łacińskie lapis schistos – „łupkowy kamień” < greckie σχιστος skhistos – „rozszczepiony” < σχιζω skhizō – „dzielić, rozszczepiać”; greckie χλαμυς khlamus, χλαμυδος khlamudos – „płaszcz, okrycie”.

### Podział systematyczny
Do rodzaju należą następujące gatunki:
- Schistochlamys ruficapillus (Vieillot, 1817) – szarogrzbiet cynamonowy
- Schistochlamys melanopis (Latham, 1790) – szarogrzbiet czarnolicy